# Jutta Schmidt
Jutta Schmidt (* 28. Mai 1943 in Leipzig) ist eine sächsische Politikerin (CDU) und ehemaliges Mitglied des Sächsischen Landtags.

## Ausbildung und Beruf
Jutta Schmidt machte nach der Mittelschule 1959 eine Lehre als Schriftsetzer und Monotypetaster und arbeitete bis 1978 im erlernten Beruf. 1978 bis 1994 war sie Kassenführerin und Verwaltungsleiterin des Evangelisch-Lutherischen Kirchenbezirks Leipzig-West, 1995 bis 1998 Mitarbeiterin eines Bundestagsabgeordneten.
Jutta Schmidt ist evangelisch-lutherischen Glaubens, verheiratet und hat ein Kind.

## Politik
Jutta Schmidt ist seit 1993 Mitglied der CDU und war von 1990 bis 2004 Stadtverordnete bzw. Stadträtin im Stadtrat Leipzig. Von Oktober 1999 bis September 2009 vertrat sie den Wahlkreis Leipzig 2 im  Sächsischen Landtag. Im Landtag war sie Mitglied des Präsidiums sowie Mitglied im Ausschuss für Wirtschaft, Arbeit und Verkehr und im Petitionsausschuss. Sie war zudem verbraucherpolitische Sprecherin der CDU-Fraktion im Sächsischen Landtag.
Am 2. Juni 2012 verlieh ihr der sächsische Landtagspräsident Matthias Rößler „für ihren Einsatz für sächsische Kommunen, für den sächsischen Mittelstand sowie für ihre Heimatstadt Leipzig“ die Sächsische Verfassungsmedaille.